# Liste der Monuments historiques in Vicq (Allier)
Die Liste der Monuments historiques in Vicq (Allier) führt die Monuments historiques in der französischen Gemeinde Vicq auf.

## Liste der Bauwerke
| Bezeichnung                    | Beschreibung                                         | Standort | Kennzeichnung | Schutzstatus | Datum | Bild           |
| ------------------------------ | ---------------------------------------------------- | -------- | ------------- | ------------ | ----- | -------------- |
| Taubenturm des Château d’Arçon | Taubenturm mit originalem Dachstuhl, 17. Jahrhundert | (Lage)   | PA00093362    | Inscrit      | 1975  |                |
| Château de La Mothe            | Burganlage, Ende des 15. Jahrhunderts                | (Lage)   | PA00093364    | Classé       | 1945  | weitere Bilder |
| Kirche St-Maurice              | 11. bis 13. Jahrhundert                              | (Lage)   | PA00093363    | Classé       | 1911  | weitere Bilder |

## Liste der Objekte
| Bezeichnung                 | Beschreibung                             | Standort                        | Kennzeichnung | Schutzstatus | Datum | Bild |
| --------------------------- | ---------------------------------------- | ------------------------------- | ------------- | ------------ | ----- | ---- |
| Skulptur Heiliger Mauritius | Holz, polychrom gefasst, um 1800         | in der Kirche St-Maurice (Lage) | PM03001775    | Inscrit      | 2014  |      |
| Skulptur Heiliger Mauritius | Holz, polychrom gefasst, 19. Jahrhundert | in der Kirche St-Maurice (Lage) | PM03001776    | Inscrit      | 2014  |      |